# Apollodoro (medico)
Apollodoro (Alessandria, III secolo a.C. – prima metà del III secolo a.C.) è stato un medico greco antico.

## Biografia
Apollodoro, medico alessandrino, fu soprannomiato "iologo", ossia "esperto di veleni, come autore dell'opera Sulle bestie velenose, che servì da fonte al poeta didascalico Nicandro. 
Secondo alcuni studiosi sarebbe l'autore del poemetto eziologico Canopo, altrimenti attribuito ad Apollonio Rodio, di cui restano tre frammenti.